# اسکای‌کلد
اسکای‌کلَد (به انگلیسی: Skyclad) یک گروه هوی متال بریتانیایی است که در سال ۱۹۹۰ توسط مارتین والکیر(خواننده) و استیو رمزی(گیتاریست) بنیان گذاشته شد. موسیقی اسکای‌کلَد تاثیر زیادی از موسیقی فولک گرفته‌است و از آن‌ها به‌عنوان یکی از گروه‌های پیشرو فولک متال یاد می‌شود.
نام گروه از واژه‌ای مربوط به آئین نوظهور پاگان/ویکا آمده و به گونه‌ای مراسم برهنه‌گرایی در آن آئین اشاره دارد که شرکت‌کنندگان برای تاکید به برابری انسان‌ها، در آن مراسم برهنه حضور پیدا می‌کنند. عنوان اسکای‌کلَد کنایه‌ای از این مسئله‌است که آسمان تنها پوشش بدن‌های برهنهٔ آن‌هاست. با توجه به متن آهنگ «اسکای‌کلد» در اولین آلبوم گروه، نام گروه می‌تواند اشاره‌ای به باورهای مذهبی و گرایش‌های اجتماعی اعضای بنیان‌گذار گروه هم باشد.

## آلبوم‌ها

### استودیو
| نام آلبوم                             | سال انتشار |
| ------------------------------------- | ---------- |
| ۱. The Wayward Sons of Mother Earth   | ۱۹۹۱       |
| ۲. A Burnt Offering for the Bone Idol | ۱۹۹۲       |
| ۳. Jonah's Ark                        | ۱۹۹۳       |
| ۴. Prince of the Poverty Line         | ۱۹۹۴       |
| ۵. The Silent Whales of Lunar Sea     | ۱۹۹۵       |
| ۶. Irrational Anthems                 | ۱۹۹۶       |
| ۷. Oui Avant-Garde á Chance           | ۱۹۹۶       |
| ۸. The Answer Machine?                | ۱۹۹۷       |
| ۹. Vintage Whine                      | ۱۹۹۹       |
| ۱۰. Folkémon                          | ۲۰۰۰       |
| ۱۱. A Semblance of Normality          | ۲۰۰۴       |
| ۱۲. In The... All Together            | ۲۰۰۹       |